# Rosellinia arcuata
Rosellinia arcuata är en svampart som beskrevs av Petch 1916. Rosellinia arcuata ingår i släktet Rosellinia och familjen kolkärnsvampar.   Inga underarter finns listade i Catalogue of Life.